# Send Away the Tigers
Send Away the Tigers je osmé studiové album velšské rockové skupiny Manic Street Preachers. Jeho nahrávání probíhalo počátkem roku 2007 ve studiích v Cardiffu, Londýně a v Irsku. Album produkovali Dave Eringa, Greg Haver a Loz Williams a vyšlo v květnu 2007 u vydavatelství Columbia Records.

## Seznam skladeb
Hudbu složil(i) James Dean Bradfield a Sean Moore, texty napsal(i) Nicky Wire.
| Pořadí | Název                         | Délka |
| ------ | ----------------------------- | ----- |
| 1.     | Send Away the Tigers          | 3:36  |
| 2.     | Underdogs                     | 2:49  |
| 3.     | Your Love Alone Is Not Enough | 3:55  |
| 4.     | Indian Summer                 | 3:54  |
| 5.     | The Second Great Depression   | 4:09  |
| 6.     | Rendition                     | 2:59  |
| 7.     | nepojmenováno                 | 3:40  |
| 8.     | I'm Just a Patsy              | 3:11  |
| 9.     | Imperial Bodybags             | 3:30  |
| 10.    | Winterlovers                  | 3:03  |

## Obsazení
Manic Street Preachers
- James Dean Bradfield – zpěv, kytara, doprovodné vokály
- Sean Moore – bicí, perkuse
- Nicky Wire – baskytara

Ostatní hudebníci
- Nina Persson – zpěv v „Your Love Alone Is Not Enough“
- Sean Read – klávesy v „The Second Great Depression“ a „Indian Summer“
- Sally Herbert – housle v „Autumnsong“ a „Indian Summer“
- Andrew Waters – housle v „The Second Great Depression“
- Sonia Slany – housle v „Autumnsong“ a „Indian Summer“
- Lucy Morgan – viola v „Autumnsong“ a „Indian Summer“
- Howard Scott – housle v „Autumnsong“ a „Indian Summer“
- Morgan Goff – viola v „Autumnsong“ a „Indian Summer“
- Ian Burdge – violoncello v „Autumnsong“ a „Indian Summer“